# Lorgues
Lorgues är en kommun i departementet Var i regionen Provence-Alpes-Côte d'Azur i sydöstra Frankrike. Kommunen ligger i kantonen Lorgues som tillhör arrondissementet Draguignan. År 2022 hade Lorgues 9 803 invånare.

## Befolkningsutveckling
Antalet invånare i kommunen Lorgues
| Referens: INSEE |